# Siposs Antal
Siposs Antal (Ipolyság, 1839. január 17. – Révfülöp, 1923. június 18.) magyar zongoraművész és zeneszerző.

## Élete
Első útmutatója a zenében és a zongorajátékban édesapja volt, aki maga is sokat foglalkozott a zenével. Az 1840-es évek végén Pestre ment, ahol Thern Károly vezetése alatt művelte magát a zongorajátékban, de egyszersmind a tanítói oklevelet is megszerezte; ennek alapján a fővárosban nyert osztálytanítói állást. 1854-től 1858-ig a Nemzeti Zenede tanítványa volt. 1858-ban egy nyilvános hangversenyben közreműködvén, amelyen Liszt Ferenc is jelen volt, akinek annyira megtetszett, hogy magához hívta Weimarba, ahol két évig tanította. 
1861-ben visszatért hazájába és a Doppler testvérpárral körutazást tett az országban, s mindenütt feltűnt művészetével, különösen azzal a sajátos játékmodorával, mellyel a magyar zenét kezelte, s amelynek későbbi is egyik kiváló mestere volt. 1864 novemberében Bécsben Ehrbar szalonjában lépett fel, bemutatva Beethoven, Chopin, Liszt darabjait és «Czimbalmos» c. saját művét, amivel nagy tetszést aratott. 1866-ban ismét Bécsben, Prágában és más külföldi nagyvárosokban sikerrel hangversenyzett. Az 1860-as évek végén végleg Pesten telepedett le, egészen a zenetanárkodásnak szentelve életét. 
1874–75-ben alapította magán-zeneakadémiáját, ahol a tanítványokat a zongora mellett az ének- és zeneszerzésben is oktatták. Siposs mint zeneszerző is a legkitűnőbbek közt foglalt helyet, széles körben elterjedt eredeti és átiratos zongoraműveit, dalait, indulóit, ábrándjait magyar íz és hatásos kidolgozás jellemzik. Az 1880-as években magán-zeneakadémiáját miniszterileg megerősített segélyegylettel bővítette ki, alkalmat nyújtván abban a szegénysorsú tehetséges tanítványoknak is magukat a zenében kiművelni. Egyik megalkotója az Országos Magyar Daláregyesületnek is, amelynek több évig elnöki tisztét is viselte, miként a Zenetanárok Nyugdíjegyesületének is.

## Munkái
- Három magyar ábránd. Pest, 1863 (Magyar ábránd, Repülj fecském, Világosi czimbalmos)
- Inség-bazár emlék. Pest, 1864
- Magyar barcarolla. Zongorára szerzé. Pest, 1865
- Mezei dalvirágok. Pest, 1865
- Rákóczy-Induló. Pest, 1865
- Polka brillante. Pest, 1865
- Rhapsodia romana (A címlapon 28 magyar nemes nő arcképe) Pest, 1866
- 3 dal Egressi Bénitől zongorára. Pest, év n.
- Koronázási magyar. Pest, 1867
- Pesti emlékek. Pest, 1869
- Szegedi emlék. Pest, 1870
- Tisza partján. Pest, 1870
- Türr induló. Budapest, év n.
- Az ujjak egyenlő kiművelése. Zongoragyakorlatok tanulók és zeneintézetek használatára. Budapest, (1898. Két füzet, magyar és német szöveggel. Előszó, hangjegyek magyarázattal.)
- Művészet világa. Évtized Siposs Antal magán zeneakadémiájának életéből. Szerkeszté Vajda Viktor. Budapest, 1885 (a magán-zeneakadémia története. Nyilvános vizsgák programjai. Matinék, estélyek programja. A zene magyarabb szempontból tekintve. A magyar dalmű eredete stb.)

Többi zeneműve: Auguszta-keringő, Liszt-induló, Koronázási induló, Kossuth-induló stb. és levele Bayreuthból (Fővárosi Lapok 1876. 186. sz.) stb.